# Šambur
Šambur (hebrejsky: שמבור) je čtvrť v jihozápadní části Haify v Izraeli. Nachází se v administrativní oblasti ha-Karmel, v pohoří Karmel.

## Geografie
Leží v nadmořské výšce necelých 300 metrů, cca 3 kilometry jihojihozápadně od centra dolního města. Na jihu s ní sousedí čtvrť Achuza, na východě Vardija, na západě Karmelija a na severu Karmel Merkazi. Zaujímá vrcholové partie nevelké sídelní terasy. Tu ohraničují zalesněná údolí, jimiž protékají vádí. Jižně odtud je to vádí Nachal Achuza, na severu Nachal Siach, která obě směřují k západu. K východu pak směřuje Nachal Tan, přítok Nachal Giborim. Dopravní osou je třída Sderot Morija (lokální silnice číslo 672). Populace je židovská.

## Dějiny
Byla budována od 50. let 20. století. Plocha této městské části dosahuje 0,59 kilometru čtverečního). V roce 2008 tu žilo 2710 lidí (z toho 2600 Židů).